# Lagynodes hecaterapterus
Lagynodes hecaterapterus är en stekelart som beskrevs av Paul Dessart 1981. Lagynodes hecaterapterus ingår i släktet Lagynodes och familjen trefåresteklar. Inga underarter finns listade i Catalogue of Life.